# Condado de Sanafé
El condado de Sanafé es un título nobiliario español, creado por Carlos III por real despacho el 8 de agosto de 1780 a favor de
Sebastián Llano y de la Cuadra (1736-1793), ministro plenipotenciario.

## Condes de Sanafé
|                         | Titular                           | Periodo                 |
| Creación por Carlos III | Creación por Carlos III           | Creación por Carlos III |
| ----------------------- | --------------------------------- | ----------------------- |
| I                       | Sebastián Llano y de la Cuadra    | 1780-1793               |
| II                      | Lucía de Llano Guinea             | 1793-¿?                 |
| III                     | Manuel Antonio de Las Heras       | 1851-1898               |
| IV                      | Alfonso Díez de Rivera y Muro     | 1904-1933               |
| V                       | Alfonso Diez de Rivera y Hoces    | 1949-1989               |
| VI                      | Alfonso Díez de Rivera y Elzaburu | 1989-2022               |
| VII                     | Tatiana Díez de Rivera y Cotoner  | 2022-actual titular     |

## Historia de los condes de Sanafé
- Sebastián Llano y de la Cuadra (San Julián de Músquez, Vizcaya, 1736-La Haya, 13 de mayo de 1793), I conde de Sanafé, Desde 1772 caballero pensionado de la Real y muy Distinguida Orden de Carlos III.[3] Hijo de Simón de Llano y Músquez y de Francisca de la Cuadra y Llarena.[2]

Casó en 1783 con la baronesa María de Adelmar Paniarini Adelmann, sin descendencia. Le sucedió su sobrina nieta:
- Lucía de Llano y Guinea, II condesa de Sanafé,[4] hija de José Agustín de Llano y Parreño, III marqués de Llano —hijo de José Agustín Llano y de la Cuadra, I marqués de Llano, y de su esposa Isabel Parreño y Arce—,[5] y de su esposa Antonia Guinea.

Casó con Manuel de las Heras. Sucedió su hijo:
- Manuel Antonio de las Heras (m. París, 21 de enero de 1898), III conde de Sanafé, titular de 1851 a 1898, a su muerte queda vacante hasta 1904. Fue diputado al congreso por Ciudad Real en 1853[6] y senador vitalicio (1882-1896),[7] Gran Cruz de Isabel la Católica y gentilhombre de cámara con ejercicio de la regente María Cristina de Habsburgo-Lorena. Fue uno de los fundadores del periódico satírico El Guirigay.[8] Sucedió:

- Alfonso Díez de Rivera y Muro (11 de agosto de 1845-Madrid, 19 de junio de 1933[9]), IV conde de Sanafé[10] y marqués pontificio de Valeriola,[10] hijo segundo de Alfonso Díez de Rivera y Valeriola (1816-1877), IV conde de Almodóvar, y de su esposa Francisca de Paula de Muro y Colmenares, hija de Joaquín de Muro Vidaurreta, III marqués de Vidarrueta.[11]

Casó el 2 de junio de 1885, en Madrid, con Ramona Casares y Bustamante, hija de Antonio Bustamante y Vélez, VIII marqués de Villatorre y VIII vizconde de Cabañas, y de Silvina Campanar y Vega. Sucedió su nieto, hijo de Ramón Díez de Rivera y Casares —que renunció y cedió el título del condado de Sanafé a su hijo—, y de su esposa María Purificación de Hoces y D'Orticos-Marín:
- Alfonso Díez de Rivera y de Hoces (m. 1998), V conde de Sanafé[13][12] IV conde de Biñasco, III marqués de Huétor de Santillán y teniente de navío.

Casó con María del Carmen de Elzaburu y Márquez, hija de los IV marqueses de las Claras y III marqueses de la Esperanza. Le sucedió su hijo a quien cedió el título:
- Alfonso Diez de Rivera y de Elzaburu, VI conde de Sanafé[14][12] y IV marqués de Huétor de Santillán.[15]

Casó con Olimpia Cotoner y Vidal, XV marquesa de Villamayor de las Ibernias, hija de Íñigo Alfonso Cotoner y Marcos, XXIII marqués de Mondéjar. Le sucedió su hija a quien cedió el título:
- Tatiana Díez de Rivera y Cotoner, VII condesa de Sanafé.[16]